# Расовые классификации

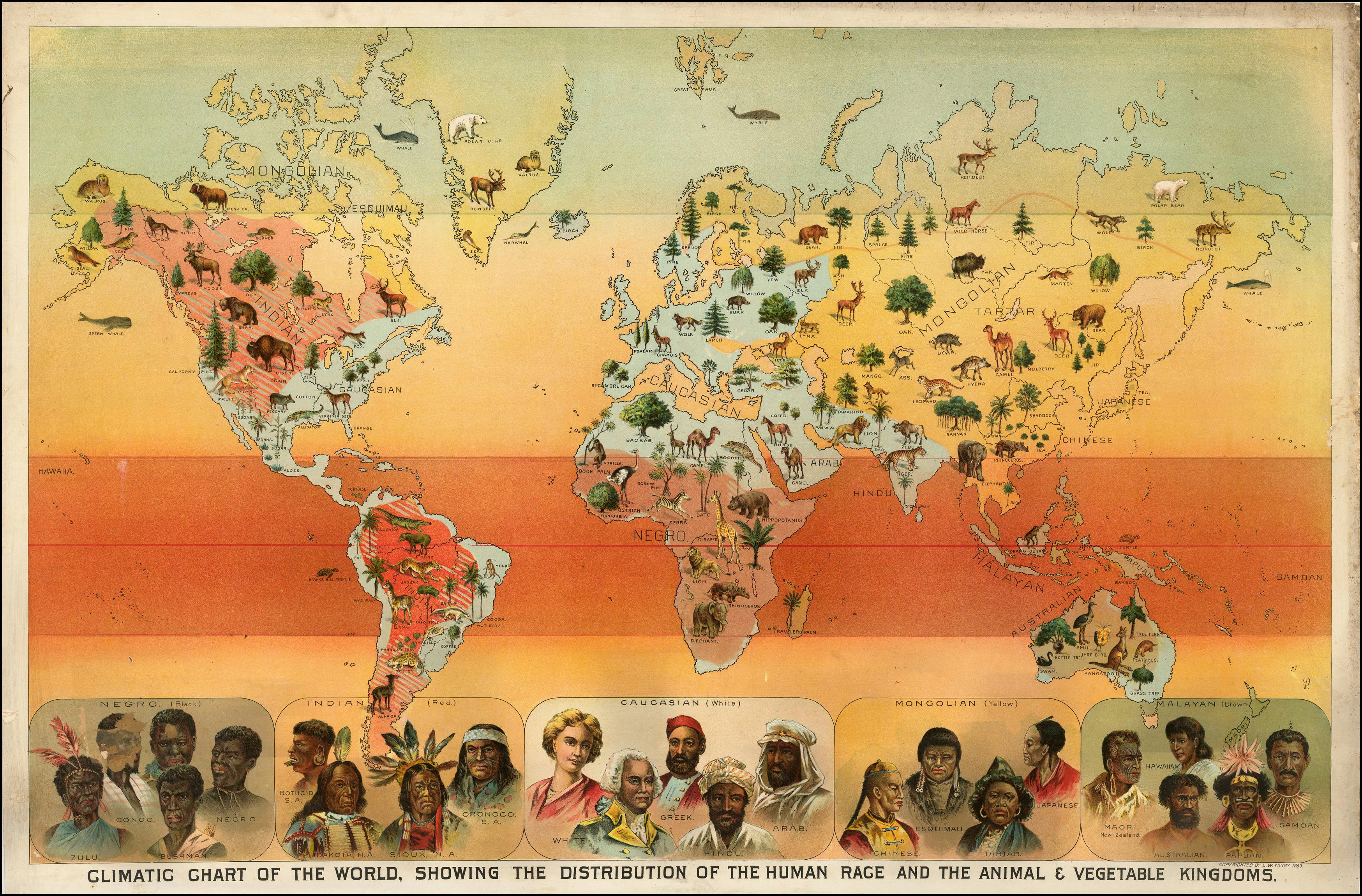
Климатическая карта мира, показывающая распространение человеческих рас, флоры и фауны, из популярного издания 1893 года

Расовые классификации группируют человеческое население согласно расовым типам индивидуумов или внешним чертам, свойственным популяциям. Они отличаются по принципам построения и использованным данным, включённым группам и положенным в основу признакам.
Вплоть до современности в антропологической литературе значительное место занимали попытки построить всё более и более полную и объективную классификацию человеческих рас. В основном они базировались на морфологии. До сих пор активно дебатируется проблема числа основных рас.
В биологическом значении в рамках к настоящему времени устаревшей и научно опровергнутой типологической концепции расы человека рассматривались как дискретные общности с выделением «чистых» расовых типов; в рамках более поздней популяционной концепции расы определяются как группы популяций, между которыми имеются плавные переходы, а «чистые» расовые типы не существуют, и расовый тип не может определяться у конкретного индивидуума. Расы рассматриваются как открытые популяционные системы, которые находятся в состоянии постоянного изменения. В рамках популяционного подхода и само понятие «раса» может отвергаться. В результате генетических исследований в современной антропологии часто делается вывод об отсутствии рас как определённых физическими признаками внутривидовых подразделений и существовании только клинальной изменчивости. Естественнонаучное содержание понятия «раса» связывается с устаревшим типологическим подходом, а внимание концентрируется на изучении биологической вариативности и её причин.

## Варианты классификаций
Выделяются как минимум четыре общие группы (четыре большие расы): монголоиды, негроиды, европеоиды и австралоиды, хотя названия этих групп могут меняться.
Так, монголоидов иногда называют азиатской или азиатско-американской расой, негроидную — экваториальной, европеоидную — кавказоидной или евразийской, австралоидную — веддо-австралоидной или индо-австралоидной.
Иногда в качестве больших рас выделяются также американоиды (индейцы), койсаноиды (бушмены и готтентоты), реже — океаноиды (полинезийцы), курильская раса (айны) и лапоноиды (лопари, или саамы).

## Классификации древности
Судя по различным историческим источникам, люди давно обратили внимание на существование территориальных различий во внешнем облике. В Библии выделяются три расы, происходящие от сыновей Ноя — Сима (желтокожие), Хама (чернокожие), Иафета (белокожие). Схожие представления были у египтян, которые в середине 3 тысячелетия до н. э. использовали четыре цвета при изображении людей разного происхождения: красный — для египтян, жёлтый — для народов востока, белый — для народов севера, чёрный — для южных народов. Для многих народов основным разграничительным морфологическим признаком является пигментация, и в первую очередь цвет кожи.

## Первые научные расовые классификации (XVII—XVIII веков)

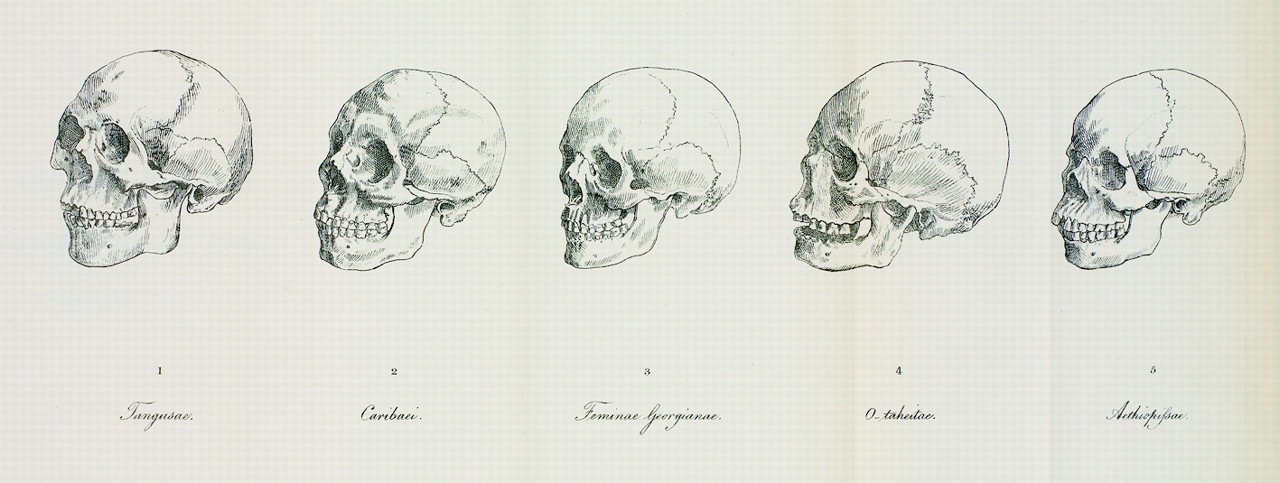
Примитивная типологическая классификация рас. Рисунок пяти черепов с надписями Tungusae, Caribaei, Feminae Georgianae, O-taheitae, Aethiopissae, служащие образцами для монгольской, американской, кавказской, малайской и эфиопской рас в классификации Иоганна Блуменбаха. Издание 1795 года

Автором первой расовой классификации следует считать Франсуа Бернье (1684), различавшего четыре человеческие расы:
- «первая раса»: европейцы, североафриканцы, переднеазиаты, индийцы, американские индейцы;
- «вторая раса»: африканские негры;
- «третья раса»: восточные азиаты;
- «четвёртая раса»: лопари.

Шведский естествоиспытатель Карл Линней в 1746 году создаёт первую расовую классификацию, основанную на психосоматических и физиологических признаках:
- Americanus — американец. Краснокожий, холерик, держится прямо, упорен, самодоволен, подчиняется традиции.
- Europaeus — европеец. Блондин, сангвиник, мускулист, подвижен, остроумен, изобретателен, подчиняется закону.
- Asiaticus — азиат. Желтолиц, меланхолик, гибок, жесток, скуп, любит роскошь, одевается в широкие одежды, подчиняется мнению общества.
- Africanus или Afer — африканец. Чёрного цвета, флегматик, вялого телосложения, хитёр, равнодушен, малоподвижен, умаслен жирами, подчиняется произволу.

Французский натуралист Ж.-Л. де Бюффон, возражая К. Линнею, выделил (1749) шесть рас:
- европейская раса;
- татарская или монгольская раса;
- эфиопская раса;
- американская раса;
- лапландская или полярная раса;
- южноазиатская раса.

Немецкий философ И. Кант выделил четыре расы:
- белую;
- чёрную;
- гуннскую (мунгальскую или калмыцкую, к которой он причислил и американцев);
- индийскую или индостанскую.

Немецкий учёный Иоганн-Фридрих Блуменбах в 1776 году выделил пять человеческих рас, уже привлекая краниологические характеристики:
- кавказская раса (европейцы, исключая лопарей);
- монгольская раса (азиаты);
- африканская раса;
- американская раса;
- малайская раса (индонезийцы, австралийцы и полинезийцы)[14].

## Расовые классификации XIX века
В XIX веке расовые классификации усложнялись и дополнялись. В пределах больших рас стали выделяться малые, но признаками такого выделения в системах XIX века зачастую служили черты культуры и язык.

### Классификация Ж. Кювье
Знаменитый французский естествоиспытатель и натуралист Жорж Кювье (1800 г.) разделял людей на три расы по цвету кожи и некоторым другим признакам:
- кавказская раса;
- монгольская раса;
- эфиопская раса[15].

### Классификация Ж. Вирея
Французский учёный Жюльен-Жозеф Вирей в начале XIX века разделил человечество на две большие группы, которые потом делятся на племена:
- белая раса
  - белое племя
  - смугловатое племя
  - медно-красное племя
- чёрная раса
  - тёмно-смуглое племя (индийцы и малайцы)
  - чёрное племя (негры и кафры)
  - смугло-чёрное племя (готтентоты и папуасы)

### Классификация Л. Демулена
Французский физиолог Луи-Антуан Демулен в 1825 году предложил классификацию человеческого рода на одиннадцать видов:
- кельто-скифо-арабы;
- монголы;
- эфиопы;
- восточные африканцы;
- южные африканцы;
- малайцы или океанийцы;
- лапландцы;
- негры океанийские;
- австралийцы;
- коломбийцы;
- американцы.

В следующем году он довёл число видов до шестнадцати.

### Классификация Ж. де Сен-Венсана
Французский учёный Жан-Батист Бори де Сен-Венсан в своём сочинении 1827 года выделял 15 разновидностей человеческого рода:
- Иафетская, подразделена на 4 племени;
- Арабская, подразделена на 2 племени;
- Индийская;
- Скифская;
- Китайская;
- Гиперборейская;
- Нептунийская (малайская), подразделена на 3 племени;
- Австралийская;
- Коломбийская;
- Американская;
- Патагонская;
- Эфиопская;
- Кафрская;
- Меланийская;
- Готтентотская.

### Классификация А. Дюмериля
Французский зоолог Андре-Мари Дюмериль в своей книге Elemens des sciences naturelles (1830) делит человечество на пять рас:
- кавказскую, или арабо-европейскую;
- гиперборейскую;
- монгольскую;
- негрскую;
- американскую.

### Классификация И. Каупа
Немецкий зоолог Иоганн Кауп в работе Das Thierreich in seinen Hauptformen (1835) делил человечество на 15 рас. Из них 5 считаются коренными, а остальные производными:
- кавказец (Homo Iapeticus) — производные индиец (Homo Indicus), араб (Homo Arabicus);
- монгол (Homo Scythicus) — производные китаец (Homo Sinicus), лапландец (Homo Hiperboreus);
- малаец (Homo Neptunians) — производные новоголландец (Homo Australaticus), малаец (Homo Melaninus);
- североамериканец (Homo Colombicus) — производные американец (Homo Americanus), патагонец (Homo Patagonicus);
- негр (Homo Aethiopicus) — производные кафр (Homo Caffer), готтентот (Homo Hottentotus).

### Классификация Дж. Причарда
Английский психиатр и этнограф Дж. Причард в сочинении 1843 г. «Естественная история человека» (Natural History of Man) выделил семь главных рас:
- индо-атлантическая раса;
- туранская раса;
- американская раса (кроме эскимосов);
- готтентоты;
- негры;
- негритосы (папуасы);
- Alfurus — племена Австралии и австралийских островов.

### Классификация А. Ретциуса
Шведский анатом А. Ретциус ввёл в антропологию термин «черепной указатель», и его четыре расы (1844) различались по сочетанию степени выступания лица и головному указателю. Это были долихоцефалы и брахицефалы, которые, в свою очередь, подразделялись на прогнатных и ортогнатных.

### Классификация С. Мортона
Американский учёный Сэмюэль Дж. Мортон полагал, что существуют пять рас: кавказская, монгольская, малайская, американская и негритянская. Каждую расу он делил на семьи, всего получив 22 семьи.

### Классификация И. Сент-Илера
В 1861 г. французский биолог И. Жоффруа Сент-Илер представил четырёхрасовую схему: к трём расам Кювье он добавил готтентотскую, а в их составе выделил 11 малых рас (сам он называл большие расы «типами», а малые расы — собственно «расами»):
- кавказская раса;
  - кавказская раса;
  - аллеганская (краснокожие индейцы) раса;
- монгольская раса;
  - гиперборейская (лопари) раса;
  - малайская раса;
  - американская (за исключением краснокожих индейцев) раса;
  - монгольская раса;
  - параборейская (эскимосы) раса;
  - австралийская раса;
- эфиопская раса;
  - кафирская раса;
  - эфиопская раса;
  - негритянская раса;
  - меланезийская раса;
- готтентотская раса[23].

### Классификация Т. Гексли
К пятичленной схеме приходит английский зоолог и анатом Т. Гексли (1870), разделивший европейскую группу на две: светло- и темнопигментированную (ксантохроев и меланохроев); наряду с меланодермным (чернокожим) и лейкодермным (желтокожим) самостоятельное положение в системе рас отведено австралийскому типу:
- негроиды:
  - бушменская раса;
  - негрская раса;
  - папуасская раса;
- австралоиды:
  - австралийская раса;
  - дравидская раса;
  - эфиопская (хамитская) раса;
- монголоиды:
  - монгольская раса;
  - полинезийская раса;
  - американская раса;
  - эскимосская раса;
  - малайская раса;
- ксантохроиды:
  - ксантохроиды Северной Европы;
- меланохроиды:
  - меланохроиды Южной Европы;
  - меланохроиды Азии[25].

### Классификация В. Флауэра
Английский анатом В. Флауэр в 1885 г. предложил свою классификацию:
- негроидная (чёрная) раса
  - африканцы (негры)
  - готтентоты и бушмены
  - меланезийцы, а также австралийцы
  - негритосы
- монгольская (жёлтая) раса
  - эскимосы
  - монголы Центральной и Северной Азии
  - полинезийцы
  - американские индейцы
- кавказская (белая) раса
  - европейцы
  - египтяне (древние и современные)
  - аборигены Индии
  - айны
  - ведды (Цейлон)

### Классификация П. Топинара
Французский антрополог П. Топинар (1885 г.) выделял три большие расы по пигментации, но определял дополнительно к пигментации ширину носа:
- светлокожая, узконосая раса (европеоидная);
- желтокожая, среднешироконосая раса (монголоидная);
- чернокожая, широконосая раса (негроидная)[24].

Он также выделил 19 малых рас:
- белые лепторинные расы
  - англо-скандинавы
  - финны западного типа
  - средиземноморцы
  - семито-египтяне
  - лапоно-лигурийцы
  - кельто-славяне
- жёлтые мезоринные расы
  - эскимосы
  - теуельчи
  - полинезийцы
  - краснокожие индейцы
  - жёлтые народы Азии (включая финнов второго типа)
  - гуарани (южноамериканцы, за исключением теуельчей)
  - перуанцы
- чёрные платиринные расы
  - австралийцы
  - бушмены
  - меланезийцы
  - негры
  - тасманийцы
  - негритосы

### Классификация Ж. де Катрфажа
Французский антрополог и зоолог Ж. де Катрфаж (1893) классифицировал человечество следующим образом:
- негритянский ствол
  - индо-меланезийская ветвь
  - австралийская ветвь
  - африканская ветвь
- жёлтый ствол
  - сибирская ветвь
  - тибетская ветвь
  - индокитайская ветвь
  - американская (эскимосо-бразильская) ветвь
- белый ствол
  - аллофильская ветвь (айны, кавказцы, индонезийцы и т. п.)
  - финская ветвь
  - семитская ветвь
  - арийская ветвь
- смешанные расы
  - океанийская (японцы, полинезийцы, малайцы)
  - американская (индейцы Северной, Центральной и Южной Америки).

### Классификация Э. Геккеля и Ф. Мюллера
Э. Геккель и Ф. Мюллер положили в основу классификации рас форму волос. Они выделили четыре группы (1900):
- пучковолосые (лофокомы)
  - папуасы
  - готтентоты
- шерстистоволосые (эриокомы)
  - кафиры
  - негры
- прямоволосые (эуплокомы)
  - австралийцы
  - малайцы
  - монголы
  - арктические народы
- волнистоволосые (эуплокомы)
  - дравиды
  - эфиопы
  - средиземноморцы (арийцы)[25]

## Расовые классификации XX века

### Типологическиеклассификации

#### Классификация К. Штраца
Голландский путешественник и антрополог К. Штрац в начале XX в. положил в основу классификации рас новый принцип — степень морфологической дифференцированности отличительных признаков. Древние типы Штрац назвал «протоморфными», современные — «архиморфными», переходные — «метаморфными»:
- протоморфные расы — бушмены, негрилли, негритосы, полинезийцы, один из вариантов американских рас, австралийцы, айны, ведды и дравиды;
- метаморфные расы: «желто-белокожая» в Восточной Европе и Западной Сибири, и «чёрно-белокожая», распространённая в Индокитае и местами в Индии;
- архиморфные расы:
  - монголы (жёлтая раса);
  - средиземцы (белая раса);
  - негры (чёрная раса)[24][27].

#### Классификация И. Е. Деникера
Система классификации И. Е. Деникера — это первая серьёзная система, основанная только на биологических признаках. Выделенные автором группы практически в неизменном виде, хотя и с другими названиями, перешли в более поздние расовые схемы. И. Деникер впервые использовал идею двух уровней дифференциации — выделение сначала основных, а затем второстепенных рас.
Деникер выделял шесть расовых стволов:
- группа А (шерстовидные волосы, широкий нос): бушменская, негритосская, негрская и меланезийская расы;
- группа B (курчавые или волнистые волосы): эфиопская, австралийская, дравидийская и ассироидная расы;
- группа C (волнистые, тёмные или чёрные волосы и тёмные глаза): индоафганская, арабская или семитская, берберская, южноевропейская, иберо-островная, западноевропейская и адриатическая расы;
- группа D (волнистые или прямые волосы, блондины со светлыми глазами): североевропейская (нордическая) и восточноевропейская расы;
- группа E (прямые или волнистые, чёрные волосы, тёмные глаза): айносская, полинезийская, индонезийская и южноамериканская расы;
- группа F (прямые волосы): североамериканская, среднеамериканская, патагонская, эскимосская, лопарская, угорская, турко-татарская (туранская) и монгольская расы[1][28].

Среди европейских рас, кроме вышеупомянутых, Деникер выделял определённые подрасы:
- северо-западную;
- субнордическую;
- вистульскую или восточную[29].

#### Классификация Ж. Монтадона
Французский антрополог Жорж Монтадон в своей книге La race, les races (1933) выделял следующие большие расы:
- европеоидную;
- монголоидную;
- негроидную;
- веддо-австралоидную;
- пигмеоидную.

#### Классификация Э. Эйкштедта
Немецкий антрополог Э. Эйкштедт (1934) ввёл для обозначения рас однообразную номенклатуру, составленную из названия характерной для расы этнической группы и окончания «иды». Это условное окончание без изменения применяется для обозначения как больших рас, так и меньших по объёму подразделений — европиды, балтиды, динариды.
Эйкштедт признал три направления расовой дифференциации, но учёл различия сочетаний признаков, степень их выраженности и установил в каждом направлении четыре подразделения:
- основной «круг рас», включающий от четырёх до девяти разновидностей в пределах главного ареала;
- «боковую» расу, отделившуюся, по-видимому, до формирования основного круга форм;
- «переходную», или промежуточную, расу, соединяющую отличия разных основных групп;
- «своеобразную», или «уклоняющуюся», форму.

Точного общего определения выделенным таксонам автор не дал. Схема Эйкштедта включает три ствола, каждый с четырьмя достаточно обособленными ветвями:
| Основные направления | Лейкодермы | Ксантодермы | Меланодермы |
| Круги рас            | Европиды   | Монголиды   | Негриды     |
| «Боковые» расы       | Полинезиды | Индианиды   | Меланезиды  |
| Переходные формы     | Айнуиды    | Койнсаниды  | Австралиды  |
| Своеобразные формы   | Веддиды    | Эскимиды    | Пигмиды     |

В европидный круг рас включаются:
- депигментированные северные расы — нордиды и восточноевропиды
- центральные — альпиниды, динариды, армениды, тураниды
- южноевразийские — медитерраниды, ориенталиды, индиды

В негридный круг рас включаются:
- контактная с европидами — эфиопиды
- саванная — суданиды, нилотиды, бантуиды
- тропическая горная — палеонегриды
- меланезиды — индимеланиды, неомеланезиды (папуасы), палеомеланезиды

В монголоидный круг рас включаются:
- контактная с европидами — сибириды
- северные — тунгиды, синиды
- южная — палеомонголиды

В индианидную боковую включаются:
- северные малорослые — пацифиды, централиды
- северные высокорослые — сильвиды, маргиды
- южные малорослые — андиды, патагониды
- южные высокорослые — бразилиды, лагиды[30][31]

#### Классификация А. И. Ярхо
Советский учёный А. И. Ярхо (1935, 1936) описал 35 человеческих рас:
- палеосибирская
- урало-алтайская
- лапоноидная
- балтийская
- южно-сибирская
- центрально-азиатская
- эскимосская
- маньчжуро-корейская
- атлантическая
- южно-американская
- палеоамериканская
- патагонская
- тихоокеанская
- средне-американская
- полинезийская
- памирская
- северокавказская
- эфиопская
- негрская
- африкано-пигмеоидная
- бушменская
- южноазиатская
- папуасская
- азиатско-пигмейская
- дравидская
- айнская
- меланезийская
- веддо-индонезийская
- австралийская
- арменоидная
- средиземноморская
- динарская
- альпийская
- северная[32]

#### Классификация Э. Хутона
Американский учёный Э. Хутон в работе Up from the Ape (1946) разделил человечество на следующие расы:
- Белая или кавказоидная первичная раса
  - Средиземноморский тип
    - Верхнепалеолитический, главным образом на Британских островах
    - Иранского плато тип
    - Классический средиземноморский, в орлиноносом и прямоносом вариантах

  - Айнский тип
  - Кельтский тип (светлоглазый, темно- или рыжеволосый, длинноголовый, большей частью на Британских островах)
  - Нордический тип
  - Альпийский тип
  - Восточнобалтийский тип (белокурые брахикефалы)
  - Арменоидный тип (стабилизированная смесь из типа Иранского плато, классического средиземноморского и альпийского типов)
  - Динарский тип (стабилизированная смесь из верхнепалеолитического, альпийского, арменоидного и нордического типов)
  - Нордическо-альпийский тип
  - Нордическо-средиземноморский тип

Композитные типы, преимущественно белые:
- - Австралийский (архаичный вариант белой расы + тасманийский + меланезийский)
    - Мюррейский, с преобладанием белого элемента
    - Карпентарийский, с преобладанием меланезийского
    - Тасманоидный

  - Индо-дравидийский (классический средиземноморский + австралоидный + негритосский + различные незначительные примеси)
    - Классический индо-дравидийский, тяготеющий к классическому средиземноморскому типу: северная Индия
    - Смесь арменоидного с типом Иранского плато: западная и северо-восточная Индия
    - Индо-нордический: северо-западные Гималаи
    - Австралоидный или веддоидный: центральная и юго-восточная Индия
    - Негритоидный: локально в Южной Индии

  - Полинезийский (по большей части белый + монголоидный + меланезийский)
- Негроидная первичная раса
  - Африканские или лесные негры
  - Нилотские негры, возможно с примесью «хамитского» средиземноморского типа
  - Негритосы
    - Инфантильный тип: во всех негритосских популяциях
    - Матуризованный тип: среди всех негритосов, за исключением андаманцев и филиппинцев

Композитные типы, преимущественно негроидные:
- - Тасманийский: негритосский + австралийский
  - Меланезийско-папуасский: негритосский + австралоидный + орлиноносый классический средиземноморский + примеси
    - Папуасский
    - Меланезийский

  - Бушменско-готтентотский: негритосский + боскопский
    - Бушменский
    - Готтентотский: бушменский + негрский + хамитский средиземноморский
- Монголоидная первичная раса
  - Классический монголоидный тип
  - Арктический монголоидный или эскимоидный тип (включая восточные палеоазиатские племена)

Композитные типы, преимущественно монголоидные:
- - Индонезийско-монголоидный или индонезийско-малайский тип (монголоидный + средиземноморский + айну + негритосский)
    - Малайско-монголоидный (Индонезия и Индия, включая большинство японцев)
    - Индонезийский (домонголоидные группы Южного Китая, Индия, внутренние острова)

  - Американские индейцы (монголоидный + иранский средиземноморский + австралоидный + незначительный негритоидный элемент)
    - Брахикефалы, орлиноносый и курносый подтипы
    - Долихокефалы, орлиноносый и курносый подтипы

#### Классификация Г. Ф. Дебеца
Очень своеобразна схема расовых взаимоотношений, представленная крупным советским антропологом Г. Ф. Дебецом (1958). Она наглядно учитывает взаимные связи отдельных антропологических типов. Из всех других она наиболее близка к генеалогическому древу человека. Однако, из-за этого же схема крайне сложна и практически непредставима в текстовом или табличном виде. Г. Ф. Дебец выделял три большие расы (негро-австралоидную, европеоидную и монголоидную), в каждой большой расе — по несколько ветвей, в каждой ветви — малые расы, а в малых расах — типы.

#### Классификация Дж. Бейкера
Английский биолог Джон Бейкер в своей книге «Раса» (Race, 1974) приводит следующую классификацию расовых типов:
- Австралазид
  - австралид
  - меланезид
  - тасманид
- Европид
  - айнуид
  - нордид
  - медитерранид
  - северный индид
  - ориенталид
  - арменид
  - динарид
  - альпинид
  - восточный европид
  - туранид
  - эфиопид
- Негрид
  - палеонегрид
  - суданид
  - нилотид
  - кафрид
- Койсанид
  - коид
  - санид
- Монголид
  - тунгид
  - синид
  - палеомонголид
- Индианид
  - централид
  - андид
  - бразилид

### Популяционныеклассификации

#### Классификация Р. Биасутти
Итальянский антрополог Р. Биасутти в своём монументальном труде «Расы и народы Земли» (итал. Le razze e i popoli della terra, первое издание — 1939 г., второе — 1953—1960 гг.) выделил следующие расы:
- Экваториальный надрасовый ствол
  - АВСТРАЛОИДЫ
    - Австралиды
      - Австралийская раса
      - Тасманийская раса
        - Тасманоидная раса

      - Неокаледонская раса

    - Папуасиды
      - Папуа-меланезийская раса
      - Папуа-монтанская раса
      - Тапиро

    - Веддиды
      - Веддская раса
      - Малийская раса

  - НЕГРОИДЫ
    - Стеатопигиды
      - Бушменская раса
      - Готтентотская раса
      - Прибрежная раса

    - Пигмиды
      - Бамбути
      - Бабинга

    - Негриды
      - Суданская раса
      - Нилотская раса
      - Кафрская раса
      - Дикарская раса
      - Батуа
      - Аэта-семангская раса
      - Андаманская раса
- Бореальный надрасовый ствол
  - МОНГОЛОИДЫ
    - Премонголиды
      - Палеосибирская раса
        - Камчатская раса

      - Тибетская раса
      - Пунанская раса

    - Монголиды
      - Тунгусская раса
        - Центральноазиатская раса
        - Аральская раса

      - Китайская раса
      - Южномонгольская раса
        - Бирманская раса
        - Палаунская раса

    - Эскимиды
      - Эскимосская раса
        - Аляскская раса

  - ЕВРОПЕОИДЫ
    - Преевропиды
      - Айнская раса
      - Уральская раса

    - Европиды
      - Средиземноморская раса
        - Приморская раса
        - Берберская раса
        - Палеосардинская раса

      - Нордическая раса
        - Ирландская раса
        - Дальская раса
        - Финская раса

      - Иранская раса
        - Ассироидная раса
        - Ливийская раса

      - Индийская раса
        - Индийская полуостровная раса

      - Альпийская раса
        - Грузинская раса

      - Балтийская раса
        - Дославянская раса
        - Карпатская раса

      - Адриатическая раса
        - Паданская раса
        - Норикская раса

      - Памирская раса
        - Арменоидная раса

    - Лаппиды
      - Лопарская раса

  - Субэкваториальные расы
    - Палеоиндиды
      - Тамильская раса
      - Малабарская раса
        - Канарская раса

    - Эфиопиды
      - Эфиопская раса
        - Оромонская раса
        - Масайская раса
        - Батуси

      - Сахарская раса
      - Мадагаскарская раса

  - Тихоокеанские и американские расы
    - Полинезиды
      - Полинезийская раса
        - Микронезийская раса
        - Маори

    - Американиды
      - Аллеганийская
      - Дакотская раса
      - Алеутская раса
      - Сонорская раса
        - Калифорнийская
        - Колумбийская раса

      - Пуэбло-андская раса
      - Амаззонская раса
      - Лагоанская раса
        - Сирионо

      - Пампасская раса
        - Патагонская раса

      - Магелланская раса

#### Классификация Н. Н. Чебоксарова
Советский антрополог Н. Н. Чебоксаров выделил (1951) три большие расы: экваториальную, или негро-австралоидную, евразийскую, или европеоидную, азиатско-американскую и 22 малые расы, или расы второго порядка:
- Европеоидная (евразийская) большая раса
  - индо-средиземноморская малая раса
  - атланто-балтийская малая раса
  - среднеевропейская малая раса
  - беломоро-балтийская малая раса
  - балкано-кавказская малая раса
- Монголоидная (азиатско-американская) большая раса
  - североазиатская малая раса
  - арктическая (эскимосская) малая раса
  - дальневосточная малая раса
  - южноазиатская малая раса
  - американская малая раса
  - уральская малая раса
  - южносибирская (туранская) малая раса
  - полинезийская малая раса
  - курильская (айнская) малая раса
- Негроидно-австралоидная (экваториальная) большая раса
  - австралийская малая раса
  - веддоидная малая раса
  - меланезийская малая раса
  - негрская малая раса
  - негрилльская (центральноафриканская) малая раса
  - бушменская (южноафриканская) малая раса
  - эфиопская (восточноафриканская) малая раса
  - южноиндийская (дравидийская) малая раса

#### Классификация Я. Я. Рогинского и М. Г. Левина
Расовая схема, опубликованная в советском учебнике антропологии Я. Я. Рогинского и М. Г. Левина (1963), выделяет три ствола:
- экваториальный, или австрало-негроидный,
- евразийский, или европеоидный,
- азиатско-американский, или монголоидный.

В каждом стволе пять рас и две переходных, занимающих место между основными расами:
- Экваториальная или австрало-негроидная большая раса
  - Австралийская малая раса
  - Веддоидная (цейлоно-зондская) малая раса
  - Меланезийская малая раса
  - Негрская малая раса
  - Негрилльская (центрально-африканская) малая раса
  - Бушменская (южноафриканская) малая раса
- Эфиопская (восточноафриканская) промежуточная раса
- Южноиндийская (дравидийская) промежуточная раса
- Евразийская или европеоидная большая раса
  - Индо-средиземноморская малая раса
  - Атланто-балтийская малая раса
  - Беломорско-балтийская малая раса
  - Среднеевропейская малая раса
  - Балкано-кавказская малая раса
- Уральская промежуточная раса
- Азиатско-американская или монголоидная большая раса
  - Североазиатская малая раса
  - Арктическая (эскимосская) малая раса
  - Дальневосточная малая раса
  - Южноазиатская малая раса
  - Американская малая раса
- Полинезийская промежуточная раса
- Курильская (айнская) промежуточная раса

#### Классификация C. Гарна
Американский антрополог С. Гарн в 1974 г. выделил девять географических рас:
- европейско-кавказскую и западноатлантическую;
- северомонголоидную и восточноазиатскую;
- африканско-негроидную;
- индийскую;
- микронезийскую;
- меланезийскую;
- американскую;
- австралийскую.

Среди больших рас он выделил 32 локальные расы: северо-западную европейскую, северо-восточную европейскую, альпийскую, средиземноморскую, иранскую, восточноафриканскую, суданскую, лесную негритянскую, банту, тюркскую, тибетскую, северокитайскую, крайнемонголоидную, юго-восточную азиатскую, индусскую, дравидскую, североамериканскую, центральноамериканскую, карибскую, южноамериканскую, фуэджийскую, лопарскую, тихоокеанскую негритосскую, африканско-пигмейскую, эскимосскую, айнскую, мюррейско-австралийскую и карпенто-австралийскую, бушменскую и готтентотскую, североамериканскую цветную, южноафриканскую цветную, латино, неогавайскую.

#### Классификация В. П. Алексеева
Известный советский антрополог В. П. Алексеев в своей книге «География человеческих рас» (1974) представил свою схему расовой классификации:
- Восточный амеро-азиатский ствол
  - I. Американоидная ветвь
    - 1. Североамериканская локальная раса
      - 1а. Тихоокеанская группа популяций
      - 1б. Атлантическая группа популяций

    - 2. Центрально-южноамериканская локальная раса
      - 2а. Калифорнийская группа популяций
      - 2б. Центральноамериканская группа популяций
      - 2в. Андская группа популяций
      - 2г. Амазонская группа популяций
      - 2д. Патагонская группа популяций
      - 2е. Огнеземельная группа популяций

  - II. Азиатская ветвь
    - 3. Южномонгольская локальная раса
      - 3а. Островная группа популяций
      - 3б. Материковая группа популяций

    - 4. Восточномонгольская локальная раса
      - 4а. Дальневосточная группа популяций
      - 4б. Амуро-сахалинская группа популяций

    - 5. Арктическая локальная раса
      - 5а. Материковая группа популяций
      - 5б. Островная группа популяций

    - 6. Тибетская локальная раса (переходная)
    - 7. Североазиатская локальная раса
      - 7а. Центральноазиатская группа популяций
      - 7б. Байкальская или таёжная группа популяций

    - 8. Южносибирская локальная раса
      - 8а. Алтае-саянская группа популяций
      - 8б. Притяньшанская группа популяций
      - 8в. Казахстанская группа популяций

    - 9. Уральская локальная раса
      - 9а. Западносибирская группа популяций
      - 9б. Субуральская группа популяций
- Западный евро-африканский ствол
  - III. Европеоидная ветвь
    - 10. Балтийская или североевропейская локальная раса
      - 10а. Западнобалтийская группа популяций
      - 10б. Восточнобалтийская группа популяций
      - 10в. Лапоноидная группа популяций

    - 11. Центральноевропейская локальная раса
      - 11а. Центрально-восточноевропейская группа популяций
      - 11б. Западноевропейская группа популяций

    - 12. Средиземноморская, или южноевропейская локальная раса
      - 12а. Западносредиземноморская группа популяций
      - 12б. Балкано-кавказская группа популяций
      - 12в. Аравийско-африканская группа популяций
      - 12г. Переднеазиатская группа популяций
      - 12д. Индо-афганская группа популяций

  - IV. Негроидная ветвь
    - 13. Южноиндийская локальная раса
    - 14. Эфиопская локальная раса
    - 15. Негрская локальная раса
      - 15а. Суданская группа популяций
      - 15б. Восточноафриканская группа популяций

    - 16. Центральноафриканская локальная раса
    - 17. Южноафриканская локальная раса

  - V. Австралоидная ветвь
    - 18. Андаманская локальная раса
    - 19. Негритосская материковая локальная раса
    - 20. Негритосская филиппинская локальная раса
    - 21. Австралийская локальная раса
    - 22. Меланезийская локальная раса
    - 23. Тасманийская локальная раса
    - 24. Полинезийская локальная раса
    - 25. Айнская или курильская локальная раса

#### Классификация В. В. Бунака
Советский антрополог В. В. Бунак представлял расовую дифференциацию в виде дерева (1980). Его «стволы» и «ветви» он разделял на основе представлений о древности и глубине расхождения отдельных антропологических вариантов. Основные подразделения В. В. Бунак назвал расовыми стволами: тропическим, южным, западным и восточным.
- Тропический расовый ствол
  - Африканская расовая ветвь
    - Бушменская раса
    - Негрильская раса
    - Негро-гвинейская раса
    - Суданская раса
    - Нилотская раса

  - Океанийская расовая ветвь
    - Тасманийская раса
    - Негритосская раса
    - Папуасская раса
    - Меланезийская раса
- Южный расовый ствол
  - Континентальная расовая ветвь
    - Бадарийская раса
    - Веддоидная раса

  - Древнеиндонезийская расовая ветвь
    - Австралийская раса
    - Индонезийская (древняя и современная) раса
    - Полинезийская раса
    - Курильская раса
- Западный расовый ствол
  - Кушитская расовая ветвь
    - Берберская раса
    - Эфиопская раса

  - Средиземная расовая ветвь
    - Семито-аравийская раса
    - Сирийско-загросская раса
    - Индо-иранская раса
    - Ферганская раса
    - Понтийская раса
    - Кавказская раса
    - Каспийская раса

  - Средиземноморская расовая ветвь
    - Иберийская раса
    - Лигурская раса
    - Нижнедунайская раса
    - Балканская раса

  - Европейская расовая ветвь
    - Атлантическая раса
    - Центральная западноевропейская раса
    - Балтийская раса
    - Центральная восточноевропейская раса
    - Субарктическая (лопари) раса
- Восточный расовый ствол
  - Уральская расовая ветвь
    - Уральская раса

  - Сибирская расовая ветвь
    - Самодийская (нганасаны) раса
    - Таёжная (эвенкийская) раса
    - Центральноазиатская (монгольская) раса
    - Парацентральноазиатская (тюркская) раса
    - Арктическая сибирская раса
    - Арктическая азиатско-американская раса

  - Южноазиатская расовая ветвь
    - Китайская раса
    - Мяо-яо раса
    - Южноазиатская вьетская раса
    - Южноазиатская кхмерская раса
    - Островная (японцы) раса

  - Американская расовая ветвь
    - Тихоокеанская раса
    - Атлантическая раса
    - Центральноамериканская раса
    - Амазонская раса
    - Андская раса
    - Неоарктическая раса
    - Патагонская раса

#### Классификация М. Г. Абдушелишвили
Советский антрополог М. Г. Абдушелишвили (1990) предложил довольно дробные и точные определения отдельных расовых категорий. Наиболее крупные подразделения — континентальные расы, далее — локальные разновидности континентальных рас, затем — антропологические типы, за ними — варианты, и самая низкая категория — разновидности вариантов. Его схема расовой классификации такова:
- ЗАПАДНЫЙ (Евро-африканский) расовый ствол
  - Австралийская раса
    - Андаманская разновидность
      - андаманский тип

    - Негритосская разновидность
      - континентальный тип
      - филиппинский тип

    - Австралоидная разновидность
      - австралийский тип

    - Меланезийская разновидность
      - меланезийский тип

    - Тасманийская разновидность
      - тасманийский тип

    - Полинезийская (переходная) разновидность
      - полинезийский тип

    - Айнская (переходная) разновидность
      - айнский вариант

  - Африканская раса
    - Эфиопская (переходная) разновидность
      - эфиопский тип

    - Негрская разновидность
      - суданский тип
      - восточноафриканский тип

    - Центральноафриканская разновидность
      - центральноафриканский тип

    - Южноафриканская разновидность
      - южноафриканский тип

  - Европейская раса
    - Южноиндийская (переходная) разновидность
      - палеоиндийский тип
      - мезоиндийский тип

    - Южноевропейская (индо-средиземноморская) разновидность
      - индо-евразийский тип
      - переднеазиатский тип
      - восточносредиземноморский тип
      - западносредиземноморский тип

    - Североевропейская разновидность
      - западнобалтийский тип
      - восточнобалтийский тип
      - лапоноидный тип

    - Центральноевропейская разновидность
      - западноевропейский тип
      - центрально-восточноевропейский тип
- ВОСТОЧНЫЙ (Азиатско-американский) расовый ствол
  - Азиатская раса
    - Уральская (переходная) разновидность
      - субуральский тип
      - западносибирский тип

    - Сибирская разновидность
      - североазиатский тип
      - центральноазиатский тип

    - Южносибирская (переходная) разновидность
      - казахстанский тип
      - алтае-саянский тип
      - притяньшаньский тип

    - Тибетская (переходная) разновидность
      - тибетский тип

    - Южномонголоидная разновидность
      - островной тип
      - континентальный тип

    - Восточномонголоидная разновидность
      - амуро-сахалинский тип
      - дальневосточный тип

    - Арктическая разновидность
      - островной тип
      - континентальный тип

  - Американская раса
    - Североамериканская разновидность
      - атлантический тип
      - тихоокеанский тип

    - Центрально-южноамериканская разновидность
      - калифорнийский тип
      - центральноамериканский тип
      - андский тип
      - амазонский тип
      - патагонский тип
      - огнеземельский тип

#### Классификация А. И. Дубова
В 1994 г. на международной конференции памяти В. П. Алексеева А. И. Дубов в своём докладе представил собственную схему деления человеческих рас. Он разделил расы на исходные и метисные. Исходные расы — это те, основные морфологические характеристики которых не могут быть получены в результате метизации современных рас. Схема А. И. Дубова такова:
- Тропический (негроидный) подвид
  - Койсанская раса
  - Негрильская раса
  - Негрская раса
  - Сахельская (эфиопская) метисная раса
  - Папуасско-меланезийская метисная раса
- Южный подвид
  - Веддоидная раса
  - Австралоидная раса
  - Дравидийская метисная раса
  - Полинезийская метисная раса
- Западный подвид
  - Южноевропеоидная раса
  - Североевропеоидная раса
  - Среднеевропеоидная метисная раса
  - Уральская метисная раса
- Восточный подвид
  - Монголоидная раса
  - Южномонголоидная метисная раса
  - Американоидная метисная раса

## Критика

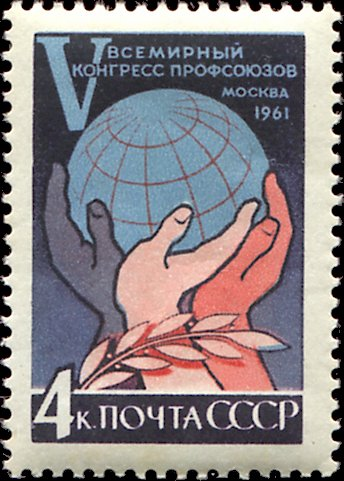
«За мир и дружбу между народами!» Почтовая марка СССР, 1961. Серия «V Всемирный конгресс профсоюзов в Москве» (1961). Руки представителей трёх больших рас

Невозможность проведения чётко определённых границ между ареалами предполагаемых расовых групп была отмечена Иоганном Блуменбахом (1797), а затем Чарльзом Дарвином (1871).
В 1964 году антропологи из разных стран, в том числе СССР, разработали для ЮНЕСКО документ, в котором утверждалось, что так как географические вариации признаков, которые используются в классификациях, сложны и не имеют резких разрывов, человечество не может разделяться на строго разграниченные категории с чёткими границами.
Ни одна из предложенных расовых классификаций не объемлет всего типологического разнообразия человечества. Выделенные варианты являются системами популяций со значительной индивидуальной изменчивостью по различным системам признаков, которая может превышать изменчивость между типами. Кроме того, системы популяций эволюционируют с течением времени, поэтому типологическая картина не является постоянной.
Согласно критикам, расовые классификации не внесли ничего нового в знание о природе человека и его культуре. Отмечается, что концепция «не полезна и не нужна в исследованиях», не существует общепринятого определения конкретной предложенной расы и представления о количестве рас, например, может выделяться 300 или более «рас». Кроме того, данные не согласуются ни с концепцией древовидной эволюции, ни с концепцией «биологически дискретных, изолированных или статических» популяций.
Первоначально биологи классифицировали расы как подвиды человека, но современные антропологи отвергают концепцию расы как полезного инструмента для изучения человечества и рассматривают человечество как сложный, взаимосвязанный генетический континуум. В результате генетических исследований конца XX — начала XXI веков многие генетики пришли к выводу о невозможности точного выделения рас, так как различия и сходство рас по внешним признакам не всегда совпадают с генетическими различиями и сходством. В связи с этим и другими соображениями многие учёные считают термин «раса» в отношении человека не имеющим генетической основы. Раса часто не рассматривается как биологическая категория. В современной западной науке расы рассматриваются как социальные конструкты и идентичности, которые присваиваются людям в зависимости от правил, принятых в обществе. Будучи частично основанными на физическом сходстве людей внутри групп, расы тем не менее не несут физического или биологического смысла.